# C/2017 K4 (ATLAS)
C/2017 K4 (ATLAS) — одна з короткоперіодичних комет сім'ї Юпітера. Відкрита 26 травня 2017 року за допомогою системи телескопів ATLAS. На момент відкриття мала зоряну величину 17,0m.